# Unión de Rugby de Mar del Plata
La Unión de Rugby de Mar del Plata es la unión encargada de la organización del rugby en algunas ciudades costeras de la Provincia de Buenos Aires y cercanías, pero especialmente de la ciudad de Mar del Plata, Argentina. Los mejores clubes de la unión participan del Torneo Regional Pampeano, y su selección, en el Campeonato Argentino de Rugby.

## Historia
El 13 de julio de 1944 fue fundado el Mar del Plata Rugby Club, piedra fundacional del rugby en la ciudad.Las prácticas que comenzaron haciéndose en las playas, luego se desarrollaron en terrenos del campo municipal de deportes. Durante la Semana de la Primavera de 1945 se recibe la visita de los clubes CUBA y Pucará de la Unión de Rugby de Buenos Aires.
Siendo que el rugby marplatense no contaba con clubes para competir más que el Mar del Plata Rugby Club, se realizaban solo partidos amistosos con clubes como: Independiente de Tandil, Ita-Caru y Duperial. El 25 de mayo de 1949 juegan las primeras divisiones de Pucará y Obras Sanitarias de Buenos Aires, cono preliminar del partido entre Mar del Plata y Curupaytí.
Mientras tanto y a partir de 1949, en la ciudad se estaba gestando la implantación del rugby en los colegios Nacional, Comercial e Industrial de Mar del Plata lo que daría impulso vital a la obra de sus iniciadores.
En el año 1950 se juega el primer campeonato marplatense de rugby del que participan Mar del Plata rugby Club – el ganador -, nacional, Comercial e Industrial. A comienzos de 1951 se incorpora el Biguá Rugby Club por iniciativa del profesor de Educación Física Jorge Alvear, profesor del Instituto Peralta Ramos, que al no poder formar un club dentro del colegio, interviene en su fundación, y en septiembre lo hacen el club General Pueyrredón (luego Pueyrredón R.C.) y Escuela de Artillería Antiaérea (luego Santa Bárbara) no logrando concretarse otras iniciativas similares (Obras Sanitarias de la Nación y Club Bancario).
Había llegado el momento de organizarse y el 27 de octubre de 1951 en las instalaciones del colegio nacional se funda la Unión de Rugby de Mar del Plata, y se decide que el distintivo que lo identifique sea un trébol de cuatro hojas con los colores rojo, verde, celeste y azul de los clubes fundadores: Mar del Plata, Comercial, Nacional, Industrial y Biguá. Diez años después, aparecería el primer gran fruto de esta proeza, el seleccionado de la URMDP, Los Tréboles gana el Campeonato Argentino de Rugby de 1961, siendo hasta la fecha la única vez que lo ha ganado. Actualmente participa de la Zona Ascenso A del mismo.
Los jugadores Facundo Bosch y Nahuel Tetaz Chaparro, formados en clubes de la Unión de Mar del Plata, han jugado en los Jaguares y los Pumas.

## Clubes
- Sporting Club (Mar del Plata)

- Pueyrredón Rugby Club (Mar del Plata)
- Uncas Rugby Club (Tandil)
- Club Universitario (Mar del Plata)
- Jockey Club (Mar del Plata)
- Biguá Rugby Club (Mar del Plata)
- Club de la Unión del Sur (Mar del Plata)
- San Ignacio Rugby Club (Mar del Plata)
- Trinity Club (Mar del Plata)
- Los Cardos Rugby Club (Tandil)

- Club Los 50 (Tandil)
- Comercial Rugby Club (Sierra de los Padres)
- Villa Gesell Rugby Club (Villa Gesell)
- Necochea Rugby Asoc. Civil (Necochea)
- Club Náutico (Necochea)
- Gnomos Rugby Club (Mar de Ajó)
- Club Social y Deportivo Campo de Pato (Balcarce)
- Pampas Rugby Club (Dolores)
- Camarones Rugby Club (Pinamar)
- Pirán Rugby Club (General Pirán)
- Miramar Rugby Club (Miramar)
- Mar del Plata Club (Mar del Plata)

## Palmarés
- Campeonato Argentino de Rugby
  - Título (1): 1961[1]
  - 2º puesto (0)

## Participación en copas

### Cross Border
- Cross Border 2008: 2.º puesto del grupo (no oficial)
- Cross Border 2012: 5.º puesto del grupo[2]